# Anthonotha nigerica
Anthonotha nigerica là một loài cây gỗ thuộc họ Fabaceae. Loài này có ở Cộng hòa Dân chủ Congo và Nigeria. Chúng hiện đang bị đe dọa vì mất môi trường sống.